# NGC 4858
NGC 4858 је спирална галаксија у сазвежђу Береникина коса која се налази на NGC листи објеката дубоког неба.
Деклинација објекта је + 28° 6' 55" а ректасцензија 12h 59m 2,3s. Привидна величина (магнитуда) објекта NGC 4858 износи 15,2 а фотографска магнитуда 16,0. NGC 4858 је још познат и под ознакама MCG 5-31-51, CGCG 160-213, DRCG 21-195, IRAS 12566+2823, PGC 44535.